# Hålltjärnarna, Lappland
Hålltjärnarna är en sjö i Vilhelmina kommun i Lappland och ingår i Ångermanälvens huvudavrinningsområde. Sjön har en area på 0,0709 kvadratkilometer och ligger 680,1 meter över havet. Hålltjärnarna ligger i Gitsfjället Natura 2000-område.

## Delavrinningsområde
Hålltjärnarna ingår i det delavrinningsområde (719792-149216) som SMHI kallar för Utloppet av Gäddsjön. Medelhöjden är 660 meter över havet och ytan är 9,26 kvadratkilometer. Räknas de 2 avrinningsområdena uppströms in blir den ackumulerade arean 14,56 kvadratkilometer. Gäddbäcken som avvattnar avrinningsområdet har biflödesordning 2, vilket innebär att vattnet flödar genom totalt 2 vattendrag innan det når havet efter 328 kilometer. Avrinningsområdet består mestadels av skog (78 procent). Avrinningsområdet har 0,62 kvadratkilometer vattenytor vilket ger det en sjöprocent på 6,7 procent.